# Julekongen
Julekongen ist ein norwegischer Fernsehadventskalender für Kinder, produziert von NRK Super, der im Advent 2012 erstmals im norwegischen Fernsehen ausgestrahlt wurde.
Das Drehbuch stammt von Lars Gudmestad und Harald Rosenløw Eeg. Håkon Noodt war der Drehbucheditor und verantwortlich für das Erstellen des endgültigen Drehbuchs. Regie führte Thale Persen. Marius Hoel war der Produzent.
Die Serie wurde in den Jahren 2015 und 2018 erneut als Fernsehadventskalender im norwegischen Fernsehen ausgestrahlt. 
Im November 2015 wurde der Film Der Winterprinz – Miras magisches Abenteuer (Julekongen – Full rustning) veröffentlicht. Dieser ist eine direkte Fortsetzung der Fernsehserie.

## Handlung
Die Serie handelt von Kevin Gran, der mit seiner Familie in Sølvskogen lebt. Er zieht sich gerne in eine geheime Höhle im Wald zurück. Eines Tages stürzt die Höhle ein und er entdeckt, dass die Höhle in eine andere Welt, die Welt der Ritter führt.
In dieser Welt kommt er in das Königreich Ridderdalen, in dem schon lange kein Weihnachten mehr gefeiert wird, da die Königin und deren Tochter verschwunden sind. Nun soll Kevin dem Königreich Weihnachten zurückbringen.

## Aufnahmeorte

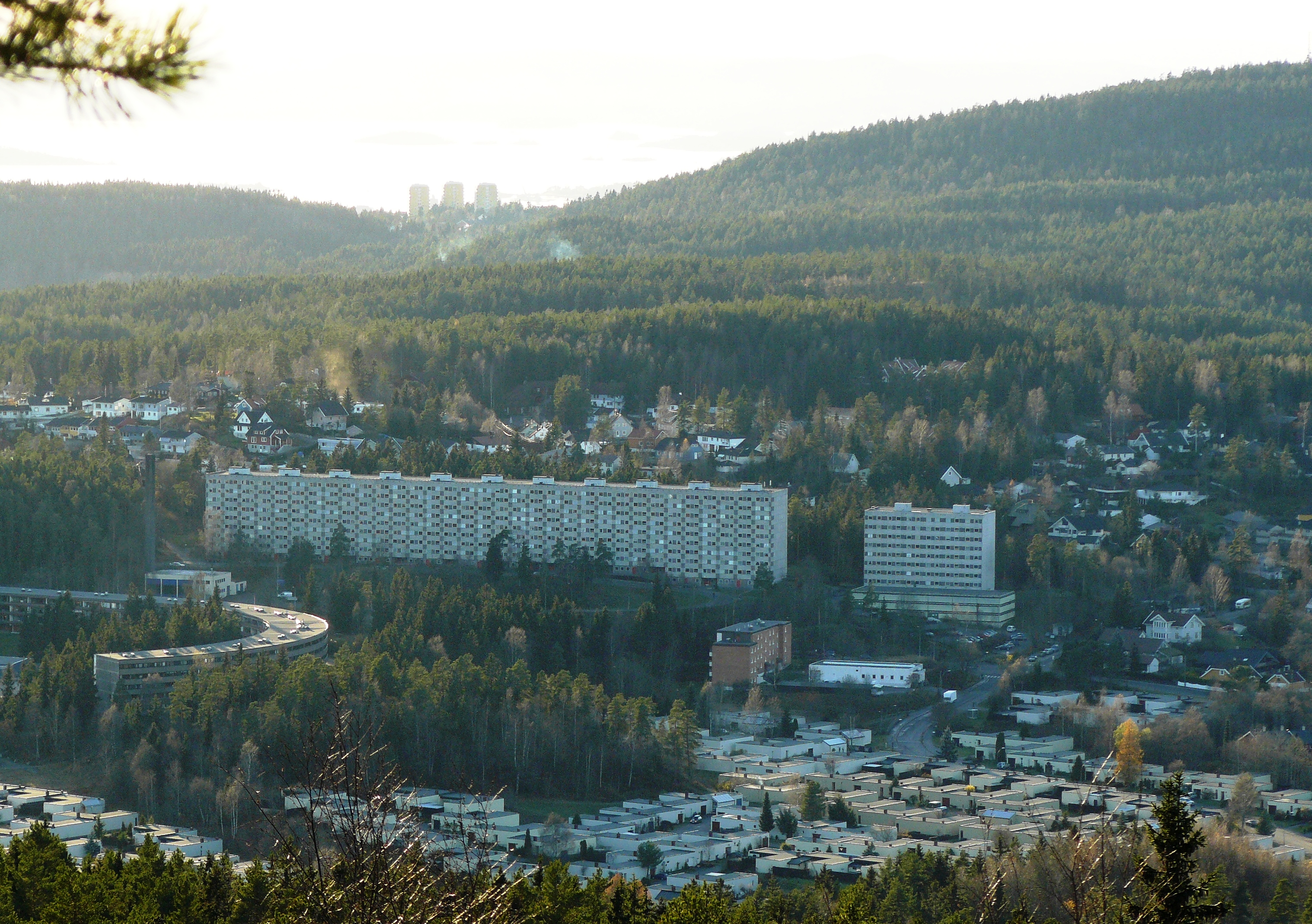
Die Atriumhäuser von Ammerud stehen als Kulisse im Mittelpunkt der Serie.

Die markanten Atriumhäuser von Ammerud in Oslo boten die Kulisse für die Serie. Die Szenen aus der fiktiven Sølvskogen Schule wurden in der Bryn Schule im Stadtteil Alna in Oslo gedreht. Die Aufnahmen aus dem Einkaufszentrum Krohn Center wurden im Oppsal Center in Oslo gemacht. Das Haus der Familie Krohn liegt in Drammen. Die Akershusfestung und die Olav Vs-Halle dienten als Kulisse für die Szenen im Hof und dem Inneren des Schlosses in Ridderdalen. Das Haus von Eiril und Siri befindet sich in Bærumsmarka.

## Darsteller

### Kinder
- Vetle Qvenild Werring[9][10] – Kevin
- Stella Stenman[10] – Mira, Kevins kleine Schwester
- Oscar Reistad Fosse[9] – Peder Krohn, Kevins Feind
- Emma Rebecca Storvik[10] – Eiril, Kevins beste Freundin
- Noah A. M. Olstad – Lamarr, Miras bester Freund
- Elyas Mohammed Salim – Fnugg, der Sohn von Morild
- Siri Nasir Saanio – Skare, die Tochter von Morild
- Fride Bakken[10] – Kathrine, Kevins große Schwester
- Inga Bakken[10] – Ada, Kevins große Schwester

### Erwachsene
- Bjarte Tjøstheim[11][12][10] – Anton, Kevins Vater
- Tone Mostraum[10] – Sara, Kevins Mutter
- Gisken Armand[10] – Randi Krohn, Peders Mutter
- Herborg Kråkevik[11][10] –  Siri / Königin Iris, Eirils Mutter
- Kyrre Hellum[10] – der Zauberer Snerk
- Henrik Horge[10] – der Wachmann Anti
- Edward Schultheiss[10] – der Wachmann Ante
- Robert Stoltenberg[11][10] – die rechte Hand des Königs
- Jon Skolmen – der Fischer Not
- Paul-Ottar Haga[10] – Ridderdalens großer Ritter Morild
- Bjarte Hjelmeland, – König Sølve
- Asta Busingye Lydersen, – Ritterlehrerin Slire

## Produktion und Rezeption
Die Serie wurde von Kritikern sehr gut aufgenommen.